# El desconocido
El desconocido (prt: O Desconhecido) é um filme galego realizado pelo monfortino Daniel de la Torre, protagonizado por Luís Tosar e Goya Toledo e rodado integralmente na Corunha. Estreou-se nos cinemas de Espanha a 25 de setembro e em Portugal a 29 de outubro de 2015.

## Elenco
- Luís Tosar como Carlos
- Javier Gutiérrez como Lucas
- Elvira Mínguez como Belén
- Goya Toledo como Marta
- Fernando Cayo como Espinosa
- Paula del Río como Sara
- Marco Sanz como Marcos
- Antonio Mourelos como Ángel
- Ricardo de Barreiro como Víctor
- María Mera como Julia